# Cambala annulata
Cambala annulata — вид двопарноногих багатоніжок родини Cambalidae.

## Поширення
Поширений на сході США.